# カイロン・イセニア
カイロン・イセニア（Chairon Isenia, 1979年1月23日- ）は、オランダ領アンティル・キュラソー島出身の元プロ野球選手。
ポジションは捕手。右投右打。現在はタンパベイ・レイズのAA級でプレーしている。意外性のあるバッティングが武器で、一塁や三塁などほかのポジションに就く事もある。2006年にワールドベースボールクラシックオランダ代表に選出された。